# Banca Repubblicana Transnistriana
La Banca Repubblicana Transnistriana è la banca centrale dello Stato non riconosciuto della Transnistria, in Europa orientale.
Le monete e le banconote ufficiali che vengono stampate e coniate sono quelle del rublo transnistriano.